# Trachipterus ishikawae
Trachipterus ishikawae is een straalvinnige vissensoort uit de familie van spaanvissen (Trachipteridae). De wetenschappelijke naam van de soort is voor het eerst geldig gepubliceerd in 1901 door Jordan & Snyder.